# La Culata
La Culata är en ort i Mexiko.   Den ligger i kommunen Cadereyta de Montes och delstaten Querétaro Arteaga, i den centrala delen av landet, 170 km norr om huvudstaden Mexico City. La Culata ligger 1 878 meter över havet och antalet invånare är 305.
Terrängen runt La Culata är huvudsakligen kuperad, men norrut är den bergig. Runt La Culata är det ganska glesbefolkat, med 38 invånare per kvadratkilometer. Närmaste större samhälle är San Javier, 17,0 km söder om La Culata. Trakten runt La Culata består i huvudsak av gräsmarker.